# Alouatta belzebul
La scimmia urlatrice dalle mani rosse (Alouatta belzebul Linnaeus, 1766) è un primate platirrino della famiglia degli Atelidi.

## Descrizione
Il pelo è solitamente nero, più rado sulla testa e sulla faccia, che è nuda ma dotata di una folta barba, più abbondante nei maschi: solo nella sottospecie discolor le mani sono effettivamente di colore rossiccio, come indicato dal nome comune: anche la punta della coda può essere rossiccia.

Possiede una coda prensile leggermente più lunga del corpo, la cui punta presenta la parte inferiore glabra ed assai sensibile: essa viene utilizzata a mo' di quinto arto nei movimenti fra gli alberi.

## Biologia
Vive in gruppi di 7-15 individui, che passano la maggior parte del tempo in stato d'inattività. Ogni gruppo si compone di un maschio dominante, varie femmine ed eventualmente anche altri maschi in posizione subordinata: il rapporto maschi femmine dev'essere sempre in favore dei primi. All'interno di un gruppo raramente si trovano esemplari adulti imparentati, poiché i giovani, appena raggiunta l'età adulta, tendono a lasciare il gruppo natio per andare in cerca di nuovi gruppi di cui entrare a far parte.

Si tratta di animali prevalentemente folivori, che non disdegnano tuttavia di integrare la propria dieta con frutta e fiori.

## Distribuzione e habitat
Con tre sottospecie (Alouatta belzebul belzebul, Alouatta belzebul discolor ed Alouatta belzebul ululata) vive in Brasile settentrionale ed orientale, dove colonizza le aree di foresta pluviale amazzonica e semidecidua.

Anche La scimmia urlatrice dal mantello (Alouatta palliata) e la scimmia urlatrice amazzonica (Alouatta nigerrima) venivano un tempo considerate sottospecie di A. belzebul (Alouatta belzebul palliata e Alouatta belzebul nigerrima).